# Eustigma oblongifolium
Eustigma oblongifolium là một loài thực vật có hoa trong họ Hamamelidaceae. Loài này được Gardner & Champ. miêu tả khoa học đầu tiên năm 1849.